# Thomas Cartwright (biskop)
Thomas Cartwright, född 1634, död 1689, var en engelsk biskop, känd som anhängare till Jakob II och en av edsvägrarna.
Han utnämndes till biskop av Chester stift 1686. Efter den ärorika revolutionen följde han Jakob i exil. Han dog i Dublin, av dysenteri, och är begraven i Christ Church, Dublin.